# 샐리 커클랜드
샐리 커클런드(Sally Kirkland, 1941년 10월 31일 ~ )는 미국의 배우이다. 라이프와 보그를 거친 저명한 편집자 샐리 커클런드의 딸이다. 액터스 스튜디오 출신이며, 앤디 워홀의 팩토리 일원이었다. 《안나》(1987)로 1988년 제45회 골든 글로브상 드라마 영화 부문 여우주연상을 수상하고 제60회 아카데미상 여우주연상 후보에 올랐다.

## 출연 작품

### 영화
- 추억 (1973)
- 신데렐라 리버티 (1973)
- 스팅 (1973)
- 허망한 경주 (1975)
- 브레이크하트 패스 (1975)
- 스타 탄생 (1976)
- 벤자민 일등병 (1980)
- 안나 (1987, Anna)
- 베스트 오브 더 베스트 (1989)
- 리벤지 (1990)
- JFK (1991)
- 플레이어 (1992)
- 생방송 에드 TV (1999)
- 브루스 올마이티 (2003)
- 네오 네드 (2005)
- 핑거프린트 (2006) - 메리 역
- A-List (2006)
- 쿵푸 프리즌 (2007)
- 어웨이큰: 원혼의 부활 (2013)
- 에이티 포 브래디 (2023)